# أرامكس
أرامكس، شركة متعددة الجنسيات للخدمات اللوجستية والشحن السريع وتوصيل الطرود مقرها دبي، الإمارات العربية المتحدة. في عام 1982، أسس كلا من فادي غندور وبيل كينجسون شركة أرامكس، أول شركة عربية يتم إدراجها في بورصة ناسداك. أرامكس مدرجة أيضا في سوق دبي المالي. يشغل بشار عبيد منصب الرئيس التنفيذي للشركة. يعمل في أرامكس ما يقرب من 18,000 موظف في 70 دولة.
ذكر توماس فريدمان الشركة في كتابه «العالم مسطح».

## التاريخ
في عام 1982، شارك فادي غندور مع بيل كينجسون في تأسيس شركة أرامكس بعد فترة قصيرة من حصوله على بكالوريوس العلوم السياسية من جامعة جورج واشنطن.
كينجسون، صديق والد غندور ومالك شركة بريد سريع صغيرة في منطقة العاصمة نيويورك. ناقش كينجسون مع فادي فكرة إنشاء شركة بريد سريع في الشرق الأوسط.
بدأت الشركة عملها في عمان، الأردن. تهدف شركة العربية الأمريكية للنقل السريع (أراب أمريكان إكسبرس) إلى أن تصبح أول شركة بريد سريع في الشرق الأوسط. في ذلك الوقت، لم تكن هناك شركات بريد سريع دولية في المنطقة بسبب التحديات اللوجستية والبيروقراطية الناجمة عن الحروب الأهلية والعلاقات السياسية المعقدة. تمت أول عملية تسليم دولي بعد تسليم مستند لبنك الإسكان للتجارة وللتمويل في الأردن إلى مدينة نيويورك.
بعد عامين، تم اختصار اسم الشركة من العربية الأمريكية (أراب أمريكان إكسبرس) للنقل السريع إلى أرامكس.
في عام 1984، بلغت عائدات الشركة أقل من مليون دولار. عرضت أرامكس ملكية 50% من أسهم الشركة على شركة أيربورن إكسبرس مقابل 100,000 دولار أمريكي. رفضت أيربورن العرض لأنها لم تمتلك المال ولا الموارد اللازمة لاستثمار مبلغ كهذا في مشروع في الشرق الأوسط في الظروف السياسية واللوجستية آنذاك. لكن جعلت الشراكة بينهما أرامكس مسؤولة عن أعمال ايربورن في المنطقة.
في عام 1985، نقلت أرامكس مقرها الرئيسي إلى دبي، الإمارات العربية المتحدة.
في عام 1987، استطاعت أرامكس اكتساب شركة فيدرال للشحن السريع «فيديكس» كعميل لها. في السنة الأولى من الشراكة، جاءت 30% من إيرادات الشركة من شحن البضائع الخاصة بشركة فيديكس. ساهم ذلك في رفع قيمة أسهم الشركة السوقية. قدمت بعد ذلك مجموعة ايربورن للشحن عرض لشراء 9% من أسهم الشركة مقابل 2 مليون دولار. في يناير 1997، تم إدراج أرامكس في بورصة ناسداك. أصبحت الشركة أول شركة عربية تتداول أسهمها في البورصة الأمريكية. بلغ تقييم أرامكس 24 مليون دولار كما جمع الاكتتاب العام ما يتجاوز 7 ملايين دولار. بلغت إيرادات الشركة ما يقرب من 66 مليون دولار.
مع مرور الزمن، بحلول عام 2001، اتسعت رقعة انتشار الشركة لتدخل إلى 120 موقع في 33 دولة أغلبهم دول الشرق الأوسط وجنوب شرق آسيا. هدفت إستراتيجية الشركة إلى دخول الأسواق عالية النمو ذات عدد السكان المرتفع والاقتصادات المتحررة.
خلال صيف عام 2001، قدمت مجموعة أبراج كابيتال، أول شركة ملكية خاصة في الشرق الأوسط على أرامكس عرض شراء وتمويل من شأنه إخراج الشركة من بورصة ناسداك. وافقت أرامكس على العرض واستحوذت مجموعة أبراج كابيتال على غالبية أسهم أرامكس مقابل 65 مليون دولار في فبراير 2002.
سمحت الصفقة بخروج شركتي أيربورن وكينكسون، في حين حصل غندور على 25% من أسهم الشركة وحق الإدارة بينما استحوذت أبراج كابيتال على 75% من أسهم الشركة، جعلت منهم 6% متاحة لموظفي الشركة. في الفترة ما بين عام 2002 وعام 2003، ارتفع صافي دخل شركة أرامكس من 4 ملايين دولار إلى 10 ملايين دولار.
في عام 2003، أعلنت شركة دي إتش إل استحواذها على شركة أيربورن للشحن السريع، الشريك الرئيسي لشركة أرامكس في الولايات المتحدة، نتج عن هذا خروج ايربورن للشحن السريع من تحالف إيربورن. في نفس العام، أستحوذت شركة أرامكس على التحالف مؤسسة بذلك تحالف التوزيع العالمي (جي دي إيه)، اتحاد عالمي مكون من 40 شركة شحن بلغت إجمالي إيرادته ما يقرب من 7.5 مليار دولار أمريكي. تترأس شركة أرامكس التحالف، وتعتمد في إدارة التحالف على نظام إدارة الشحنات الخاص بها.
في فبراير 2005، طرحت أرامكس للاكتتاب العام في سوق دبي المالي. جمع الاكتتاب العام 270 مليون دولار تقريبا. زادت إيرادات الشركة بنسبة 23% عن عام 2004 وزاد صافي الدخل 56% في هذا العام.
كجزء من خططها التوسعية، أبرمت أرامكس سلسلة من عمليات الاستحواذ بما في ذلك، بريورتي إيرفرايتز، إنتفورت، تو زاي فانجار.
ذكر الكاتب الشهير عالميا توماس فريدمان أرامكس في كتابه العالم مسطح، كمثال على الشركات التي تدير العالم.

## عمليات التوسع
في فبراير 2011، أعلنت شركة أرامكس استحواذها على كل من ون ورلد كورير، ان تايم كورير وشركتين للشحن في كينيا. كما استحوذت على بيركو اكسبريس، شركة لوجيستية في جنوب أفريقيا في ديسمبر 2011. مع بداية عام 2012، أعلنت مجموعة أرامكس عن اتفاق تعاون مشترك مع باي بال. فتحت الشراكة أسواق الشرق الأوسط كأسواق جديدة لباي بال، بينما ساعدت في ترسيخ أسواق ارامكس في أوروبا.
في أوائل عام 2012، أعلنت أرامكس عن تطويرها لنظام ريدي، أر إي دي إي، نظام يهدف إلى تمكن الشركات من البدء في بيع منتجاتها عبر الإنترنت. كما أطلقت برنامج شوب جو، حل للتجارة الإلكترونية في أغسطس 2013. يهدف البرنامج إلى منح متاجر التجارة الإلكترونية وصول تلقائي إلى العديد من خدمات أرامكس.
في مارس 2014، أعلنت أرامكس عن إصدار خدمة أرامكس بيو، خدمة بريدية طبية في منطقة الشرق الأوسط وشمال أفريقيا. في يونيو 2014، استحوذت أرامكس على ميل كول كورير، خدمة بريد سريع أسترالية، استحوذ عليها هيئة البريد الأسترالي مرة أخرى في نهاية عام 2016. في يناير 2016، صرحت شركة فاست وي كورير، شركة شحن سريع مقرها نيوزيلندا، لها عمليات في كلا من نيوزيلندا، أستراليا، جنوب افريقيا وإيرلندا، عن استحواذ شركة أرامكس عليها.
في عام 2019، أعلنت أرامكس استحواذها على شركة تال السعودية للتجارة والعقود لتوسع بذلك رقعة أعمالها في المملكة العربية السعودية.
في سبتمبر 2021، باعت أرامكس شركتها لتكنولوجيا البيانات InfoFort مقابل 91 مليون دولار لأيرون ماونتن

## الاستدامة
في عام 2006، أعلنت أرامكس عن دعمها لمبادرة رواد التنمية، مبادرة تهدف إلى إشراك القطاع الخاص في تحفيز تنمية المجتمع من خلال تمكين الشباب والاستثمار في المجتمع من خلال التعليم، المشاركة المدنية والتطوع. تمتلك أرامكس حصة عشرين بالمائة في المبادرة.
في عام 2006، أصدرت أرامكس تقرير الاستدامة السنوي، لتصبح بذلك أول شركة في الشرق الأوسط وشمال أفريقيا تصدر التقرير.
في عام 2007، انضمت الشركة إلى الميثاق العالمي للأمم المتحدة، أكبر مبادرة عالمية لمواطنة الشركات في العالم.

## وصلات خارجية
- الموقع الرسمي

اليوتيوب
- إعلان شركة أرامكس، حافظ على سلامتك- إدفع بأمان
- أرامكس المزود العالمي للنقل والحلول اللوجستية